# Mario Panzeri (parolier)
Pour les articles homonymes, voir Panzeri et Mario Panzeri (homonymie).
Mario Panzeri, né le 11 octobre 1911 à Milan et mort dans la même ville le 19 mars 1991, est un parolier et compositeur italien.

## Quelques-uns de ses interprètes
- Dalida connaîtra avec Come prima (Tu me donnes) un de ses premiers succès dans les années 1960. C'est une adaptation de la chanson italienne Come prima, co-adaptée en français avec Jacques Larue sur une musique de Vincenzo Di Paola et Alessandro Taccani (1958).

## Dans la culture
En 1996, la consultante musicale Valérie Lindon (société Ré Flexe Music) fait figurer Come prima (interprétée par Dalida) lors des scènes de flashback du long-métrage à succès Un air de famille. Ces courtes scènes ponctuent le film, et font apparaître le réalisateur du film, Cédric Klapisch.